# Chiesa del Crocifisso (Montecarotto)
La chiesa del Crocifisso è un edificio religioso di Montecarotto.

## Storia

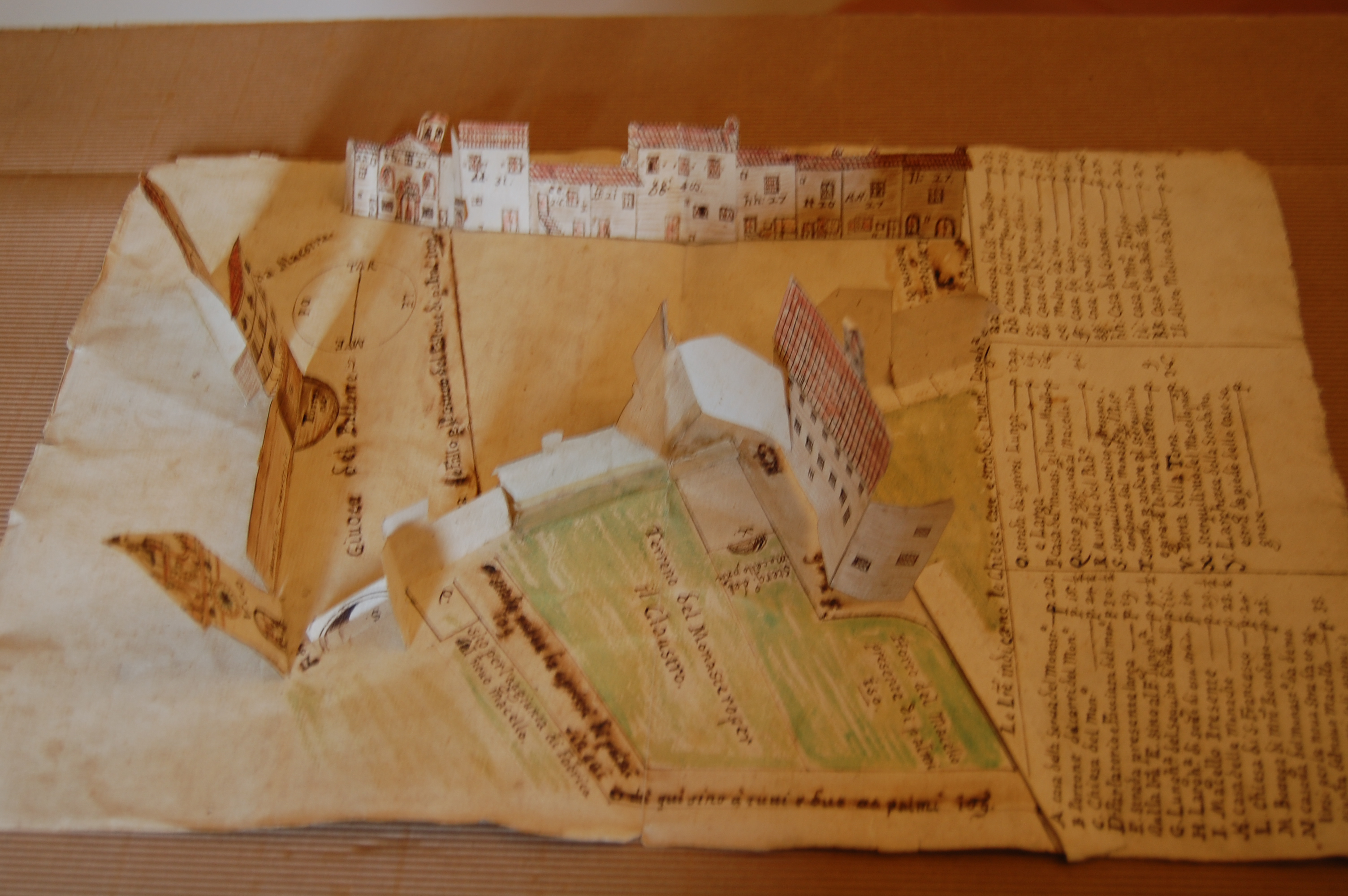
Piazza della Vittoria e Chiesa del Crocifisso in una mappa del 700

La chiesa del Crocifisso, ha cambiato il suo nome più volte nel corso dei secoli. Già dalla visita pastorale del 1653, e quindi agli inizi del ‘600, si parla della Chiesa della Società del Nome di Gesù, con rendita di 16 scudi, in cui v'era la Confraternita del Nome di Gesù e che gestiva un proprio Monte Frumentale. In una successiva visita del 1697 si parla della Chiesa del SS. Nome di Dio dove v'era retta una Confraternita omonima. Apparteneva ai Canonici della Massa Comune dove risiedeva un Beneficio che godeva del titolo di Rettore. Viene riportato anche “...V'è eretto un Beneficio, che si gode sotto il titolo di Rettore dal Sacerdote D. Bernardino Bucci Di M.Carotto, ora Prete dell'Oratorio di Montalboddo; egni ne darà l'inventario….” 
In un documento della metà del ‘700, che fa parte di un memoriale della controversia tra le Suore del Convento della Madonna delle Grazie ed il Comune, in cui viene riportata in forme tridimensionali la Piazza della Vittoria la Chiesa ha già il nome del “Crocifisso”. La carta è unica nel suo genere e rappresenta in modo realistico il tracciato della Piazza come si doveva presentare nell'anno 1718. 
In un documento dell'inizio del ‘800 si riporta il nome della Chiesa della Morte. In questo documento risulta che “… tulla la Chiesa, e tetto abbisogna di opera del muratore e segnatamente al muro laterale a corsia...”; infatti il muro laterale destro aveva delle crepe così come il tetto. In questo documento si riporta la presenza di alcuni arredi tra cui un confessionale ed un Crocefisso, presumibilmente il Crocefisso tuttora presente dietro l'altare maggiore. Da un documento dei primi dell'800 viene riportato che nei funerali il feretro veniva posizionato all'interno della Chiesa per essere pianto dai familiari e conoscenti, per poi essere trasportato nel cimitero locale per la tumulazione. È da notare che tale tradizione è arrivata fino ai nostri giorni.

## Interno e opere
La Chiesa del Crocifisso è ad unica navata; alle pareti laterali si aprono tre nicchie per lato che custodiscono sei statue. Ognuna di queste statue richiama le Chiese che erano presenti nel territorio della Terra di Montecarotto fin dal XIII secolo, e che nel corso degli anni sono scomparse o abbandonate.
- Dietro l'altare all'interno di una nicchia è presente un pregevole Crocifisso ligneo opera del Bornoni.
- Statua della Madonna di Loreto. Proviene dalla antica Chiesa di Santa Maria di Loreto, già presente nella Visita Pastorale del 1565, e quindi all'inizio del ‘500. Questa Chiesa era ubicata “extra castrum” cioè fuori dalle mura del Castello, ed era di giuspatronato di un certo Claudio Carbini. In essa si celebrava messa una volta alla settimana.